# Malaa
Malaa é um DJ e produtor francês de música eletrônica, que assinou com o selo Confession de Tchami. Ele ficou conheçido no cenário da música eletrônica com seu single "Notorious", que foi seu segundo lançamento na gravadora Confession. Sua identidade é desconhecida, pois, sempre em suas aparições em público o artista está usando uma balaclava (uma espécie de máscara).

## Identidade
A identidade de Malaa é desconhecida. Existem diversas especulações, mas é fortemente sugerido que o projeto Malaa consiste em um duo com os DJs DJ Snake e Tchami, já que eles são frequentemente creditados nas produções de faixas um do outro e estão conectados ao projeto por meio de remixes.
Também é especulado que Mercer está envolvido no projeto Malaa, visto que a mesma equipe de gestão é compartilhada entre os três artistas. Por meio de uma postagem do Reddit sobre o assunto, os usuários do website descobriram um tweet no Twitter no qual um usuário escreveu "não acredito que estou abrindo o projeto paralelo de DJ Snake + Tchami na próxima quinta-feira", anexado com um link para um set feito por Malaa no SoundCloud. O tweet foi então favoritado pelo artista DJ Snake, o que sugere sua participação no assunto.
O DJ francês Sebastien Benett também é especulado como sendo Malaa, devido à rápida remoção de um comentário no Facebook do perfil de Mercer que afirmava que Malaa era um apelido de Benett e as últimas postagens de Benett na plataforma SoundCloud coincidiam com as primeiras aparições de Malaa. Ambos também foram vistos individualmente fumando cigarros com frequência.
O DJ francês também é conhecido por seus sets intitulados "Who is Malaa?", que ele lança via SoundCloud, e que apresentam faixas dos gêneros Ghetto house, Tech house e Bass house.

## Carreira

### 2015 - Presente
Em 2016 Malaa anuncia seu primeiro single de trabalho pela Fool's Gold Records, a faixa intitulada "Pregnant". Entre 2016 e 2017 o artista parisiense soltou cerca de uma dúzia de músicas e EPs pela gravadora Confession. Entre os lançamentos mais populares de Malaa durante este período, estão a faixa "Notorious" e a colaboração com Tchami intitulada "Prophecy".
O artista também começou a acumular diversos remixes, destacando-se também pela sua participação na faixa "Mind" de Skrillex e Diplo 's Jack Ü.[carece de fontes?]
Em setembro de 2017, Malaa e o artista de Future house francês Tchami anunciaram sua turnê "No Redemption", sendo realizada na América do Norte. Para promover o evento da turnê, eles lançaram uma faixa intitulada "Summer 99", em 29 de setembro de 2017. Também fizeram o lançamento de uma compilação com mesmo título, que contou com remixes exclusivos.
No ano seguinte, ele lançou os singles "Revolt" feito em parceria com Jacknife e "Criminals" em colaboração com a produtora Rezz.

### Pardon My French

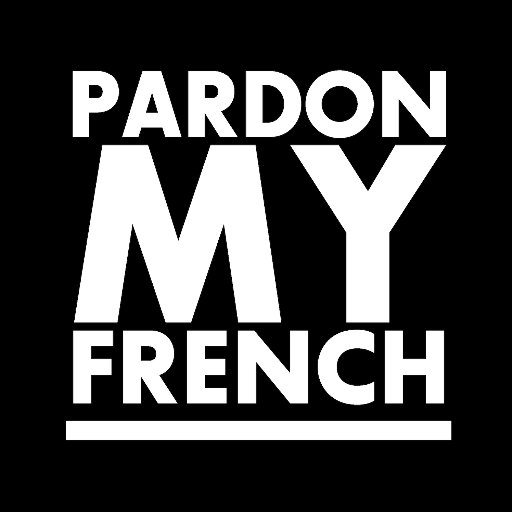
Pardon My French's Logo

Malaa atualmente faz parte da equipe Pardon My French, um coletivo de quatro DJs franceses composto por DJ Snake, Mercer, Tchami e ele mesmo. Malaa faz extensas turnês com a equipe e já se apresentou ao lado de DJ Snake, Tchami, Rezz, Mercer entre outros. Ele toca em festivais globais, incluindo Ultra Music Festival, Holy Ship !, Creamfields, Breakaway, HARD Summer Music Festival, Moonrise, Spring Awakening e EDC.

## Discografia

### Álbuns de Compilação
| Título             | Detalhes                                                                                 |
| ------------------ | ---------------------------------------------------------------------------------------- |
| Illegal Mixtape    | - Data de lançamento: 17 Abril de 2017 - Gravadora: Confession - Formatos: Download      |
| Illegal Mixtape II | - Data de lançamento: 8 de Novembro de 2018 - Gravadora: Confession - Formatos: Download |

### Singles
| Ano  | Título                                                    | Álbum              | Gravadora               |
| ---- | --------------------------------------------------------- | ------------------ | ----------------------- |
| 2015 | "H+M"                                                     | —                  | Independente            |
| 2015 | "Pregnant"                                                | —                  | Fool's Gold Records     |
| 2016 | "Fade"                                                    | —                  | Confession              |
| 2016 | "Arsenic" (com Maximono)                                  | —                  | Confession              |
| 2016 | "Diamonds"                                                | Ilicit EP          | Confession              |
| 2016 | "Notorious"                                               | —                  | Confession              |
| 2016 | "Prophecy" (com Tchami)                                   | —                  | Confession              |
| 2017 | "Bylina"                                                  | Illegal Mixtape    | Confession              |
| 2017 | "Contagious"                                              | Illegal Mixtape    | Confession              |
| 2017 | "Belleville"                                              | —                  | Confession              |
| 2017 | "Paris 96"                                                | —                  | Independente            |
| 2017 | "Hostyl" (com Dombresky)                                  | —                  | Confession              |
| 2017 | "Summer 99" (com Tchami)]                                 | No Redemption EP   | Confession              |
| 2017 | "The Sermon" (com Tchami)                                 | No Redemption EP   | Confession              |
| 2018 | "Kurupt" (com Tchami)                                     | No Redemption EP   | Confession              |
| 2018 | "Music Sounds Better With You" (com Noizu) (por Stardust) | —                  | Idependente             |
| 2018 | "Bling Bling"                                             | Illegal Mixtape II | Confession              |
| 2018 | "Cash Money"                                              | Illegal Mixtape II | Confession              |
| 2018 | "We Get Crunk"                                            | Illegal Mixtape II | Confession              |
| 2019 | "Addiction"                                               | —                  | Confession              |
| 2019 | "Revolt" (participação de Jacknife)                       | —                  | Premiere Classe Records |
| 2019 | "Criminals" (com Rezz)                                    | —                  | Rezz Music / Confession |
| 2020 | "OCB"                                                     | —                  | Confession              |
| 2020 | "Don't Talk"                                              | —                  | Confession              |
| 2020 | "Hell" (com Koos)                                         | —                  | Confession              |
| 2020 | "Riot Gear" (com Habstrakt)                               | —                  | Confession              |

### Remixes
| Título                                               | Ano  | Composição Original Por                                               |
| ---------------------------------------------------- | ---- | --------------------------------------------------------------------- |
| "Lean On" (Malaa Remix)                              | 2015 | Major Lazer and DJ Snake (participação de MØ)                         |
| "White Iverson" (Malaa Remix)                        | 2015 | Post Malone                                                           |
| "After Life" (Malaa Remix)                           | 2015 | Tchami                                                                |
| "Can't Feel My Face" (Malaa Remix)                   | 2015 | The Weeknd                                                            |
| "Mind" (Malaa Remix)                                 | 2016 | Jack Ü ( participação de Kai)                                         |
| "Oh Me Oh My" (Malaa Remix)                          | 2017 | DJ Snake                                                              |
| "Satisfy" (Malaa Remix)                              | 2018 | Mercer (participação de Ron Carroll)                                  |
| "Music Sounds Better With You" (Malaa e Noizu Remix) | 2018 | Stardust                                                              |
| "Enzo" (Malaa Remix)                                 | 2019 | DJ Snake e Sheck Wes (participação de Offset, 21 Savage e Gucci Mane) |
| "Someone Else" (Malaa Remix)                         | 2020 | Rezz e Grabbitz                                                       |
| "Trust Nobody" (Malaa Remix)                         | 2020 | DJ Snake                                                              |
| "Anything" (Malaa Remix)                             | 2021 | Alison Wonderland e Valentino Khan                                    |
| "Pick Your Battles" (Malaa Remix)                    | 2021 | Petit Biscuit e Diplo                                                 |